# Манн (міф)
Манн, за словами римського письменника Тацита, був особою міфах про створення германських племен. Тацит є єдиним джерелом цих міфів.
Тацит писав, що Манн був син Туїсто й прабатько трьох німецьких племен: інгевонів, ірмінонів й істевонів. При обговоренні германських племен Тацит писав:
B давніх співах, - а німцям відомий тільки такий вид розповіді про минуле та тільки такі літописи, - вони славлять породженого землею бога Туїстона. Його син Манн - прабатько й праотець їх народу; Манну вони приписують трьох синів, за іменами яких, ті що мешкають поблизу Океану називаються інгевонами, посередині - герміонами, всі інші - істевонами; але оскільки давнина завжди доставляє простір для всіляких домислів, деякі стверджують, що у бога було більше число синів, звідки й більше число найменувань народів, як марси, гамбривіі, свеби, вандалії, і що ці імена справжні й давні.(Германія, Розділ 2)
Деякі автори вважають, що ім'я Манн у праці Тацита, походить від індоєвропейського кореня; що є частиною прото-Індо-європейської релігії.
Імена Манн й Туїсто/Туїско, ймовірно, мають якесь відношення до прото-германського Манназ, «людина» й Тмваз, «Бог Тир».
Манн знову став популярним в літературі у 16 сторіччі, після праць Аннія де Вітербо та Йоханнеса Авентима, що зображають його початковим князем над Германією й Сарматією.
У 19 сторіччі Ф. Норк писав, що імена трьох синів Манна можуть бути екстрапольовані як Інгуй, Ірмін та Істаєв або Ісціо. Кілька вчених, як Ральф Т. Х. Гріффіт висловилися про зв'язок між Манном та імена інших стародавніх царів-засновників, таких як Мінос у грецькій міфології, й Ману, — в індуїстській традиції.
Гвідо фон Ліст включив міф про Манна та його синів у свої окультні переконання, що згодом були прийняті до нацистських окультних вірувань.